# Juan Camilo García Caicedo
Juan García (Cali, Colombia, 5 de agosto de 1994) es un jugador de fútbol que actualmente milita en el club Xelajú de la Liga Nacional de Guatemala.

## Clubes
| Club             | País      | Año           |
| ---------------- | --------- | ------------- |
| Rionegro Águilas | Colombia  | 2014 - 2015   |
| Rocha            | Uruguay   | 2015          |
| Orsomarso        | Colombia  | 2016          |
| Xelajú           | Guatemala | 2017-presente |